# هیپوفیز
غدهٔ زیرمغزی یا هیپوفیز (به انگلیسی: Pituitary gland) این غده در بخش تحتانی مغز قرار دارد و یکی از پیچیده‌ترین غدد دربدن به‌شمار می‌آید. برخی از هورمون‌های غدهٔ هیپوفیز فعالیت بعضی از غدد درون ریز بدن را تنظیم می‌کنند.
هیپوفیز شامل سه بخش هیپوفیز پیشین، هیپوفیز میانی و هیپوفیز پسین است.

## کالبدشناسی
غدهٔ زیرمغزی غدهٔ کوچکی است در زیرِ مغز و درون حفره استخوان پروانه‌ای که ۰٫۵ تا ۱٫۵ گرم وزن دارد. از نظر جنینی دارای منشأ دوگانهٔ عصبی و برون‌پوستی (اکتودرمی) است. این غده شامل دو قسمت است: پَی‌زیرمغزی، نوروهیپوفیز یا زیرمغزی عصبی که در ارتباط با بطن سوم مغزی است و زیرمغزی غده‌ای یا آدنوهیپوفیز.

## عملکرد هیپوفیز
هیپوفیز از سه لوب پسین (خلفی) و پیشین (قدامی) و میانی تشکیل شده‌است که خود تحت اثر هیپوتالاموس قرار دارد.
در پدیده تولید مثل، چند سطح کنترل هورمونی وجود دارد که هیپوفیز سطح دوم کنترل هورمونی است. بخش پیشین این غده تحت تأثیر هورمون رها کننده که از هیپوتالاموس رها می‌شود و همچنین در پاسخ به غلظت هورمون‌های جنسی موجود در خون دو نوع هورمون LH,FSH را ترشح می‌کند.
عملکرد هیپوفیز میانی در انسان مشخص نشده‌است. اما در برخی مهره‌داران وظیفه ترشح هورمونی به نام هورمون محرک ملانوسیت (MSH) را بر عهده دارد که در تغییر رنگ جانور نقش دارد. به‌طور مثال این هورمون باعث می‌شود راسوها در فصل زمستان رنگ تیره و در فصل تابستان رنگ روشن داشته باشند. رنگیزه ملانین در مو و همچنین در سلول‌های ملانوسیت پوست از آمینواسید تیروزین ساخته می‌شود. زمانی که ملانین در سلول‌های ملانوسیت در یک نقطه تجمع می‌یابند رنگ سلول و در نتیجه رنگ پوست روشن است.MSH موجب پخش ملانین در درون سلول می‌شود و بدین ترتیب باعث تیره شدن پوست می‌گردد. در این جانوران ملاتونین ترشح شده از غده صنوبری نقش مخالف داشته و باعث تجمع ملانین در درون سلول های ملانوسیت شده و باعث رنگ روشن پوست می‌شود
هورمون‌های مترشحه از هیپوفیز قدامی شامل:
هورمون رشد (GH)، هورمون محرک تیروئیدی (TSH)، هورمون لوتئینه کننده (LH)، هورمون محرک فولیکولی (FSH)، هورمون آدرنوکورتیکوتروپین (ACTH) که به همراه هورمون بتا لیپوپروتئین B-LPH ترشح می‌شود و پرولاکتین (Prolactin) و محرک های غده جنسی که LH و FSH نام دارند
هیپوفیز پسین هیچ هورمونی نمی‌سازد. هورمون‌های بخش خلفی هیپوفیز در برخی یاخته‌های عصبی هیپوتالاموس تولید می‌شود و از طریق آکسون‌ها به هیپوفیز پسین منتقل شده تا در آنجا ذخیره و ترشح شوند. هورمون‌های مترشحه از هیپوفیز خلفی شامل:
اکسی توسین (Oxytocin)، وازوپرسین (Vasopressin)
وازوپرسین: Vasopressin
هورمون وازوپرسین یا آنتی دیورتیک هورمون یا ADH هورمون ضد ادراربوده که در واقع سبب احتباس ادرار در کلیه می‌شود اما در حالت جزئی‌تر سبب افزایش نفوذپذیری لوله جمع‌کننده ادرار می‌گردد.
این هورمون خود دارای سه گیرنده است: V1a/V1b/V۲
گیرنده‌های V1a, V1b هر دو به واسطه فسفاتیدیل اینوزیتول باعث افزایش ترشح Ca۲+ شده و در کل کلسیم داخل سلولی را افزایش می‌دهد.
گیرنده V۲ به واسطه Gs اثر می‌کند و باعث فعال شدن CAMP می‌گردد.
اکسی توسین:
این هورمون عملکردهای مختلفی دارد از جمله: در خروج شیر از نوک پستان‌ها، در انقباضات رحمی، در تسهیل ورود اسپرم به رحم همچنین میزان این هورمون در اثر تحریک اندام‌های جنسی افزایش می‌یابد.

## هورمون‌های هیپوفیزیوتروپیک
به هورمون‌هایی که توسط هیپوتالاموس ترشح و بر هیپوفیز اثر کرده و سبب افزایش ترشح هورمون‌های هیپوفیز قدامی می‌شوند هیپوفیزیوتروپیک گویند مانند LHRH,PIH, Somatostatin,CRH,TRH,GIH,GRH,GnRH
GnRH: هورمون آزادکننده گنادوتروپین‌ها که خود سبب ترشح هورمون‌های LH, FSH می‌گردد.
GIH,GRH: هورمون‌های آزادکننده و مهارکننده هورمون رشد.
CRH: هورمون آزادکننده کورتیکوتروپین که سبب ترشح ACTH, B-LPHمی‌گردد و خود دارای دو گیرنده hCRH-R۱،hCRH-R۲ است.
PIH: هورمون مهارکننده پرولاکتین

## اختلالات ترشح
اختلالات این غده با توجه به گسترده بودن هورمون‌هایش موجب بیماری‌های مختلفی می‌شود، مثلاً افزایش هورمون رشد در کودکی موجب ژیگانتیسم، در بزرگسالی موجب آکرومگالی، کمبود هورمون رشد در کودکی موجب کوتولگی (نانیسم) می‌شود. افزایش ترشح پرولاکتین در زنان موجب ناباروری و آمنوره و در مردان موجب ژنیکوماستی، کاهش هورمون هورمون محرکه تیروئید موجب هیپوتیروئیدی و کمبود هورمون ضدادراری موجب دیابت بی‌مزه می‌شود.

## نگارخانه

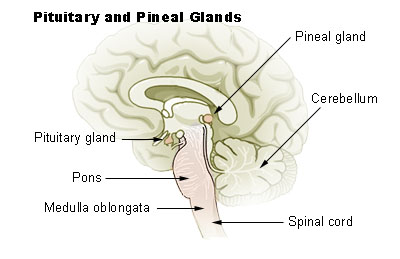
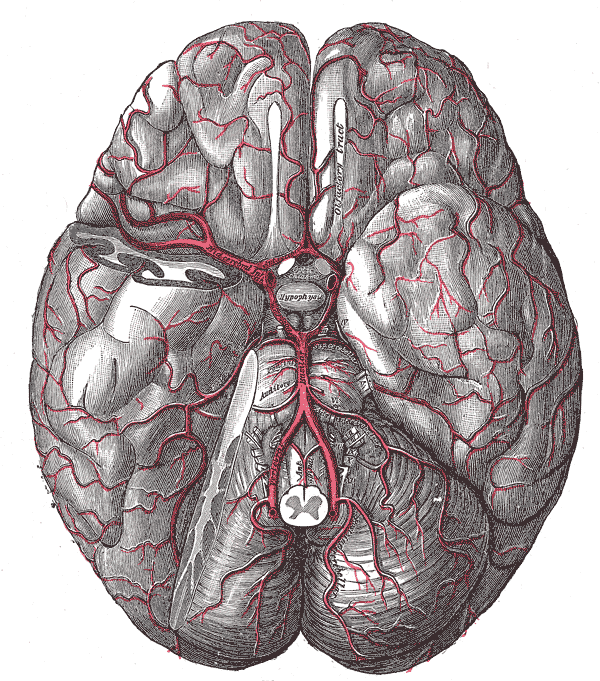
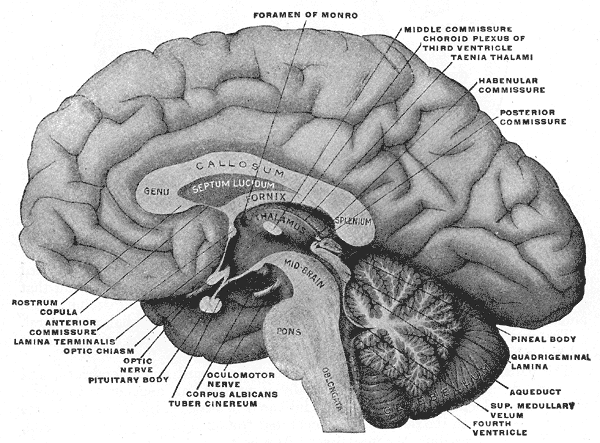
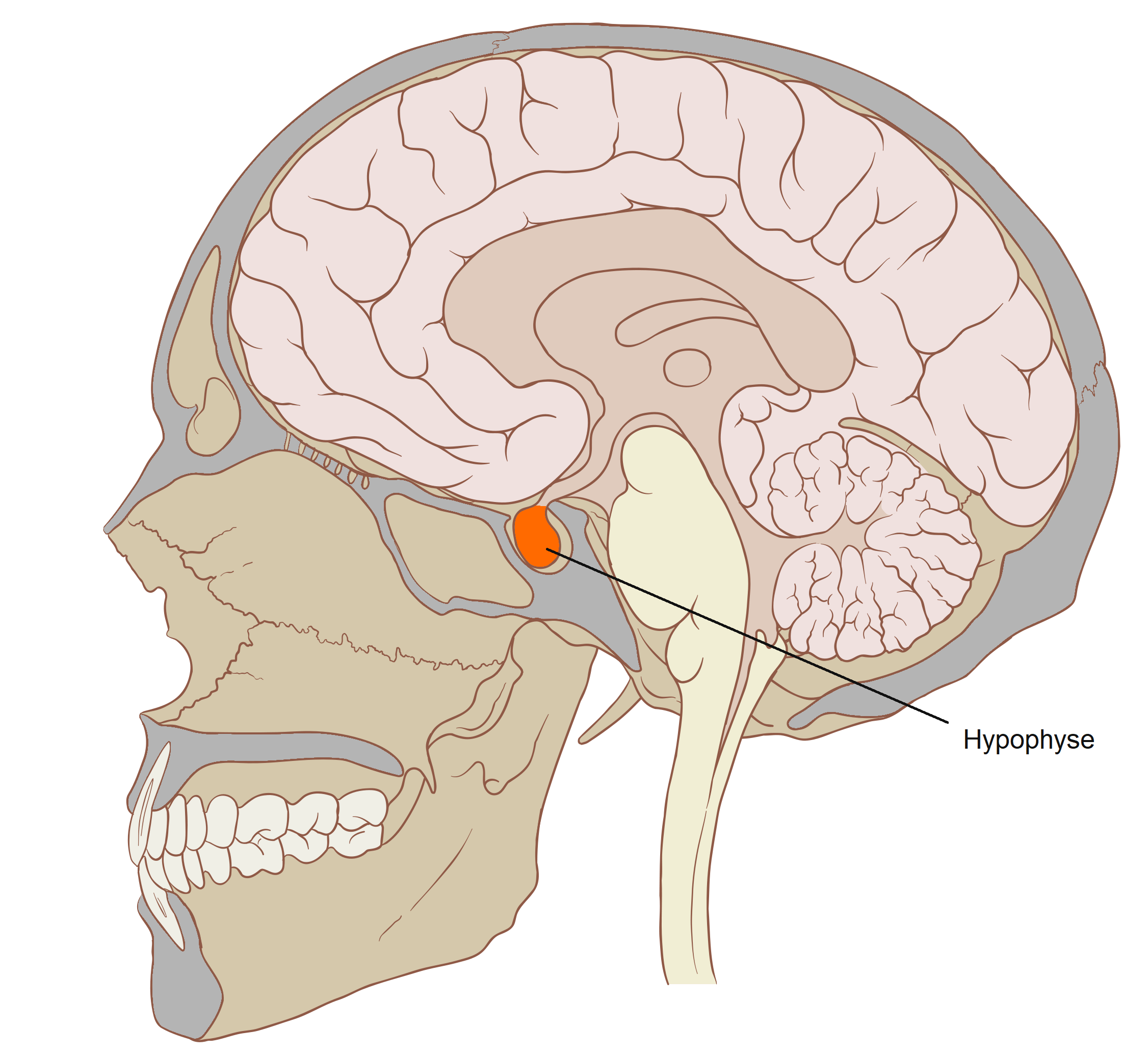
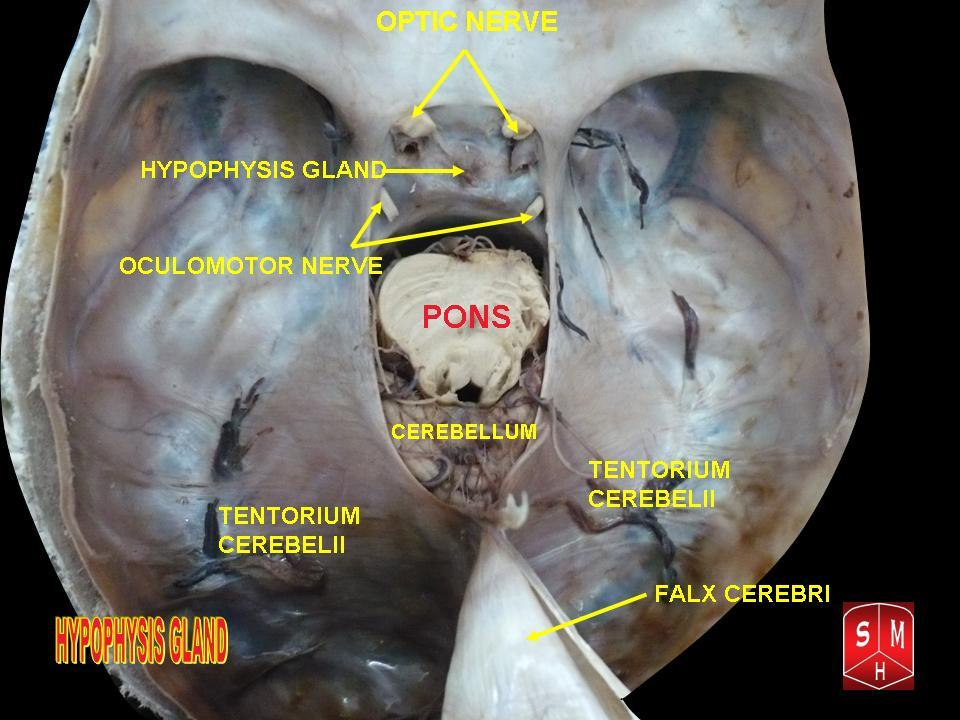

1. ↑  Gibo H, Hokama M, Kyoshima K, Kobayashi S (1993). "[Arteries to the pituitary]". Nippon Rinsho. 51 (10): 2550–4. PMID 8254920.{{cite journal}}:  نگهداری یادکرد:نام‌های متعدد:فهرست نویسندگان (link)
2. ↑  واژهٔ مصوب فرهنگستان زبان و ادب فارسی، دفتر نخست تا چهارم مصوبات (1376-85)
3. ↑  مجموعهٔ واژه‌های مصوّب فرهنگستان زبان فارسی تا پایان سال ۱۳۸۹.